# Provinz José María Avilés
José María Avilés (auch: Avilés oder Avilez) ist eine Provinz im westlichen Teil des Departamento Tarija im südamerikanischen Anden-Staat Bolivien.

## Lage
Die Provinz Avilés ist eine von sechs Provinzen im Departamento Tarija. Sie liegt zwischen 21° 28' und 22° 05' südlicher Breite und zwischen 64° 29' und 65° 25' westlicher Länge.
Die Provinz grenzt im Norden an die Provinz Eustaquio Méndez, im Westen an das Departamento Potosí, im Süden an die Republik Argentinien, im Südosten an die Provinz Aniceto Arce, und im Nordosten an die Provinz Cercado.
Die Provinz erstreckt sich über eine Länge von 85 Kilometern in Nord-Süd-Richtung und über 115 Kilometer in Ost-West-Richtung und umfasst eine große Bandbreite an Landschaften. Im Osten befinden sich die für ihren Weinbau bekannten Gebiete rund um den Hauptort Valle de Concepción des Landkreises Uriondo. Sie liegen auf einer Höhe von rund 1.850 m und gehören zum Valle Central de Tarija. Sie grenzen im Osten an den Übergang zu den langgezogenen Gebirgsrücken der Voranden. Der westliche Landkreis Yunchará geht vom Tal über eine mittlere Ebene bis hoch hinauf zur Hochebene auf rund 3.500 bis 3.700 m Höhe. Diese umfasst auch das Biologische Schutzgebiet Cordillera de Sama und ist von Gipfeln umgeben, welche Höhen von über 4.600 m erreichen, den höchsten des Departamentos. Eine Andenkette im Westen bildet die Grenze zu Potosí.

## Bevölkerung
Entsprechend der starken geologischen Unterschiede zwischen östlichem Hochland und westlichen Tälern unterscheidet sich auch die Bevölkerung signifikant. Die Talbevölkerung rund um den Ort Valle de Concepción besteht zu einem guten Teil aus einer europäisch geprägten Landbevölkerung, welche meist von vorkolonialen Siedlern wie den Tomatas, Churumatas und Chichas, aber auch von Guaraní-Völkern abstammen, die vor allem subtropische Gebiete besiedeln. Die Menschen identifizieren sich stark mit der typischen Chapaco-Kultur von Tarija und orientieren sich tendenziell nach Argentinien hin. Die Bewohner der Hochebene hingegen sind überwiegend der Quechua-Bevölkerung zuzuordnen, weshalb diese sich eher mit den Bewohnern des Departamento Potosí verbunden fühlen und eine hochländische Kultur pflegen.
Die Einwohnerzahl der Provinz Avilés ist in den vergangenen drei Jahrzehnten um mehr als ein Viertel angestiegen:
| Jahr | Einwohner | Quelle       |
| ---- | --------- | ------------ |
| 1992 | 16 210    | Volkszählung |
| 2001 | 17 504    | Volkszählung |
| 2012 | 20 234    | Volkszählung |
| 2024 | 20 717    | Volkszählung |

47,6 Prozent der Bevölkerung sind jünger als 15 Jahre. 98,9 Prozent der Bevölkerung sprechen Spanisch, 2,4 Prozent Quechua, und 0,2 Prozent Aymara. (2001)
77,0 Prozent der Erwerbstätigen arbeiten in der Landwirtschaft, 0,1 Prozent im Bergbau, 3,7 Prozent in der Industrie, 19,2 Prozent im Dienstleistungssektor (2001).
93,9 Prozent der Einwohner sind katholisch, 4,6 Prozent sind evangelisch (1992).
Noch im Jahr 1992 hatten 81,6 Prozent der Bevölkerung keinen Zugang zu Elektrizität und 82,9 Prozent lebten ohne sanitäre Einrichtung, eine Situation, die sich grundlegend verbessert hat, da den Provinzen von Tarija seit 2007 umfangreiche Investitionsmittel aus der Erdgasförderung zur Verfügung stehen.

## Gliederung
Die Provinz gliedert sich laut der letzten Volkszählung von 2024 in die folgenden beiden Verwaltungsbezirke (bolivianisch „Municipios“):
- 06-0401 Municipio Uriondo (810 km²) im östlichen Teil der Provinz – 15.954 Einwohner – 19,70 Einwohner/km² – überwiegend Ostabhänge der östlichen Anden
- 06-0402 Municipio Yunchará (1.827 km²) im westlichen Teil der Provinz – 4.763 Einwohner – 2,61 Einwohner/km² – überwiegend Altiplano

## Ortschaften in der Provinz José María Avilés
- Municipio Uriondo
  - Valle de Concepción 1722 Einw. – Calamuchita 1228 Einw. – La Compañía 639 Einw. – Muturayo 591 Einw. – Chocloca 247 Einw. – Juntas 237 Einw.

- Municipio Yunchará
  - Yunchará 354 Einw. – San Pedro 154 Einw. – Tojo 151 Einw. – Quebrada Honda 134 Einw. – San Luis de Palqui 133 Einw. – Kiska Cancha 127 Einw. – Arteza 108 Einw. – Ñoquera 102 Einw. – Belén 97 Einw. – Pasajes 76 Einw. – Huayllajara 70 Einw. – Buena Vista 69 Einw. – Pulario 69 Einw. – Santa Cruz de Azloca 63 Einw. – Copacabana 49 Einw.